# Giovanni Francica Nava
Giovanni Francica Nava, barone di Bondifè (Siracusa, 10 febbraio 1847 – Roma, 8 luglio 1935) è stato un imprenditore, politico e nobile italiano.

## Biografia
Nipote di Giovanni Francica Nava e Montalto, barone di Bondifè e proprietario in Val di Noto di parecchi altri feudi e rispettive baronie (Cavadonna, Belliscala, Carrubba, Conte), trascorre l'infanzia e l'adolescenza a Napoli, ospite di vari collegi. Nel 1870 subentra al padre (deceduto due anni prima) nell'amministrazione del grande patrimonio di famiglia ricevendo direttamente in eredità il palazzo di famiglia nel centro di Siracusa e un feudo adibito a seminativo e pascolo delle dimensioni di 800 ettari. Nel 1873 inizia la carriera politica con un primo mandato di consigliere comunale.
La nobiltà locale è allora divisa in due fazioni: i tamburini (dal giornale Il Tamburo) che fanno capo a Antonio Starabba di Rudinì e i provinciali, legati a Francesco Crispi. Francica Nava aderisce alla prima, ne diventa rapidamente il leader e viene inviato spesso a Roma a perorare presso i membri del parlamento le loro cause. Nel 1900 è il candidato ufficiale della fazione, e viene eletto a grande maggioranza deputato del collegio di Siracusa ma la sconfitta a livello nazionale della coalizione di governo siciliana determina il suo passaggio nelle file di Giovanni Giolitti, condividendone le riforme sociali ed economiche come l'allargamento del suffragio e l'introduzione del divorzio.
Nel corso del suo mandato vota a favore del solo governo Zanardelli (nel quale Giolitti è ministro dell'interno) e la sua attività parlamentare è minima. Come già aveva fatto prima dell'elezione, infatti, preferisce fare da raccordo tra il cuore della vita politica e le istanze locali della sua regione, e tale ruolo gli vale a controbattere le accuse di immobilismo e superficialità dei suoi oppositori. Poiché Giolitti è un ministro, e in seguito un capo del governo, poco interessato al mezzogiorno tocca al Francica Nava sostenere le tesi del suo liberalismo illuminato in contrapposizione con un forte movimento socialista e riformista che sta prendendo piede in una borghesia frammentata da forte lotte personali. Legato alla fazione maggioritaria dei Tamburini presieduta dal sindaco Vinci, suo grande elettore, le sue battaglie in favore della pubblica istruzione e della municipalizzazione dei servizi gli consentono di vincere facilmente alle elezioni del 1904, nelle quali sbaraglia il candidato del fronte radicale e progressista ma inizia una fase discendente con la successiva elezione del 1909.
Alle successive elezioni per il consiglio provinciale prevale infatti un candidato cattolico che attira su di sé i voti della sinistra, in particolare dei riformisti. La sconfitta da modo ai vincitori di chiedere le sue dimissioni da deputato per sostituirlo, mediante l'elezione suppletiva, con un candidato che fosse effettivamente rappresentativo della città. Un suo ricorso per invalidare le elezioni, basato su motivazioni formali e non sostanziali, ne minano decisamente la credibilità, e il conseguente rigetto, unito ad una seconda sconfitta dei tamburini alle elezioni comunali e alla legge sulle convenzioni marittime che unisce Siracusa a linee di navigazione importanti, ricompatta il fronte avversario: quest'ultimo risultato, nel clima del momento, viene additato dall'opinione pubblica un merito della camera di commercio e dei sindacati marittimi che hanno trattato direttamente a Roma.
Un'occasione di riscatto si prospetta nel 1912 con la scomparsa del leader avversario e lo scoppio della guerra di Libia. Siracusa mira ad assicurarsi il capolinea siciliano di una nuova linea di navigazione per Tripoli e Bengasi, ma anche Catania, Palermo e Porto Empedocle lo rivendicano. Ogni comune ritiene il proprio porto come il più adatto e nelle complicate trattative parlamentari e ministeriali, che si protraggono per settimane, Francica Nava decide di puntare sull'assegnazione delle linee postali. Tale soluzione crea scontento nel notabilato e nella borghesia locale, acuito quando la linea viene prolungata a Catania assegnando a tale città il ruolo di capolinea. L'opposizione contraria alla sua candidatura si rafforza al punto da fargli annunciare la sua rinuncia. Tale atto è compensato politicamente da Roma con la nomina a Senatore.
La sua attività sui banchi del Senato è tuttavia minima. Negli ultimi anni della sua vita si ritira infatti a vita privata, occupandosi unicamente dei beni di famiglia.
Massone, nel 1917 guidò il rientro di alcuni prestigiosi dirigenti e di 26 logge dalla Gran Loggia d'Italia nel Grande Oriente d'Italia, 33º grado del Rito scozzese antico ed accettato, a partire dal 1918 fu Gran Dignitario del Collegio del suo Supremo Consiglio Con una lettera del 7.11.1925 comunicò ad Ettore Ferrari di voler lasciare la massoneria (il periodo precede di poco l'approvazione della legge fascista contro le associazioni segrete, legge n. 2029/1925, che obbligò le logge a cessare la loro attività).